# Celda (geometría)

Un hipercubo (o teseracto) es la representación en 3 dimensiones de su homónimo de 4 dimensiones.

En geometría, una celda (en algunos textos también denominada célula) es un elemento tridimensional que forma parte de otro de mayor número de dimensiones, como por ejemplo un polícoro. Una celda está relacionada con los objetos de mayor número de dimensiones, del mismo modo que una cara, o polígono bidimensional, se relaciona con los objetos tridimensionales. Por ejemplo, una celda es a un politopo de 4 dimensiones, o polícoro, como una cara es a un politopo de 3 dimensiones, o poliedro.
- Datos: Q2733626